# Лос-Анджелес (футбольний клуб)
«Лос-А́нджелес» (англ. Los Angeles Football Club) — футбольний клуб з Лос-Анджелеса (США), який виступає у Major League Soccer з сезону 2018 року. Про заснування нової команди МЛС у Лос-Анджелесі було оголошено в жовтні 2014 року. Клубом володіє група власників на чолі з венчурним капіталістом Генрі Нгуєном.
Лос-Анджелес виступає на стадіоні «Бенк оф Каліфорнія Стедіум», котрий збудований на місті колишньої «Лос-Анджелес Спортс Арена» у південній частині міста. Вартість будівництва — 350 мільйонів доларів.

## Історія
На початку 2014 року після тривалих проблем з клубом «Чівас США» ліга ухвалила рішення викупити франшизу в інвестора. MLS оголосила про намір розформувати клуб «Чівас США» і присудити його місце в лізі новій групі інвесторів, зацікавлених у будівництві стадіону в центрі Лос-Анджелеса і подальшому розвитку спорту в місті. 27 жовтня 2014 року, по закінченню регулярного чемпіонату ліги, «Чівас США» був офіційно розформований.
30 жовтня 2014 року ліга MLS оголосила про присудження звільненої франшизи новоствореному клубу «Лос-Анджелес». Вартість вступу в лігу склала 110 мільйонів доларів. Спочатку було оголошено, що клуб увійде у MLS у 2017 році, але затримки з будівництвом стадіону відсунули вступ клубу на сезон 2018 року.
27 липня 2017 року було оголошено, що першим головним тренером нового клубу стане відомий американський фахівець Боб Бредлі. Повідомлялося, що серед майбутніх гравців «Лос-Анджелеса» можуть бути такі гравці як Златан Ібрагімович і Вейн Руні, втім першим підписаним гравцем 11 серпня 2017 року став мексиканець Карлос Вела.
«Лос-Анджелес» провів свій історичний перший матч 4 березня 2018 року у МЛС проти «Сіетл Саундерс» (1:0). Того ж місяця клуб зіграв і у дебютному лос-анджелеському дербі проти «Лос-Анджелес Гелексі». До 60 хвилини «Лос-Анджелес» вів переконливо 3:0, але в останні півгодини гри «Гелексі» зробили камбек і здобули вольову перемогу 4:3.

## Назва, емблема і кольори
15 вересня 2015 року клуб оголосив, що після місяців обговорення з уболівальниками тимчасова до того моменту назва «Лос-Анджелес» (англ. Los Angeles FC) була затверджена і стала постійною назвою клубу.
7 січня 2016 року була оприлюднена емблема клубу. Щитоподібна форма емблеми походить від герба міста Лос-Анджелес. В центрі на чорному тлі розташований головний елемент — монограма «LA» золотого кольору зі стилізованим крилом. Крило символізує міць, силу і швидкість і віддає данину Місту Ангелів, крилатому ацтекському орлу і мексиканській спадщині міста, а також емблемі клубу «Лос-Анджелес Ацтекс», що існував у Лос-Анджелесі з 1974 по 1981 рік. Напис «Los Angeles Football Club» виконана гарнітурою Neutraface. Офіційні кольори клубу — чорний, золотий і червоний.

## Група інвесторів
Інвестором клубу є група з 26 підприємців і знаменитостей. Лідери групи — президент Mandalay Entertainment Group і голова ради директорів клубу НБА «Голден-Стейт Ворріорс» Пітер Губер, виконавчий директор ESPN Тому Пенн і керуючий партнер IDG Ventures Vietnam Хенрі Нгуєн. В групу міноритарних інвесторів входять колишній баскетболіст і співвласник клубу МЛБ «Лос-Анджелес Доджерс» Меджік Джонсон, відома футболістка Міа Гемм і її чоловік, бейсболіст Номар Гарсіапарра, співвласник «Квінз Парк Рейнджерс» Рубен Гнаналінгам, власник «Кардіфф Сіті» та «Сараєво» Вінсент Тан, психолог і мотиватор Ентоні Роббінс, співвласники клубу «Рома» Ларрі Берг і Беннетт Розентал, генеральний директор Dick Clark Productions Аллен Шапіро, співзасновник YouTube Чад Герлі, президент клубу «Голден-Стейт Ворріорс» Рік Велтс, а також Марк Шапіро, Керк Лейкоб, Марк Лешлі, Майк Меген, Ервін Райдж, Пол Шеффер, Брендон Шнайдер, Джейсон Шугарман, Харрі Цао, Такер Кейн і Лон Розен. У січні 2016 року інвестором також став актор Вілл Феррелл.

## Стадіон
23 серпня 2016 року клуб почав будівництво власного стадіону «Бенк оф Каліфорнія Стедіум» на 22 000 місць неподалік від центру Лос-Анджелеса, на південь від кампуса Університету Південної Каліфорнії і поруч з 93-тисячним «Лос-Анджелес Меморіал Колізеум». Стадіон будується на місці 56-річної «Лос-Анджелес Меморіал Арена Спортс», яка була знесена для цього проекту. Вартість комплексу оцінюється в 250 млн доларів і повністю фінансована власниками клубу. У спортивний комплекс входять футбольний стадіон, конференційний центр, ресторани і музей футболу. Будівництво стадіону було завершено до початку сезону 2018 року.
Церемонія відкриття арени відбулася 18 квітня 2018 року, а перший матч клубу пройшов 29 квітня проти «Сіетл Саундерс» (1:0). Перший гол на новій арені забив Лоран Сіман на 93 хвилині перед 22-ма тисячами вболівальників.